# Хамийская впадина
Хами́йская впа́дина — пустынная межгорная котловина на северо-западе Китая, к югу от восточной оконечности Тянь-Шаня и к северо-западу от низкогорий Бэйшань.
Протяжённость котловины составляет около 300 км, ширина — 100 км. Высота изменяется от 81 м (урез воды озера Шона-Нур) до 500 м. Часты сильные ветры, нередки ураганы. Наиболее распространённые породы — песчаники, в которых ветер создал так называемые эоловые города с причудливым рельефом. Большая часть котловины занята солончаками, реже такырами. Вдоль северной окраины располагается цепочка оазисов. Имеются месторождения каменного угля и железной руды. На северо-востоке находится городской округ Хами. По впадине протекает пересыхающая рука Курук-Гол.
Первым из европейцев котловину посетил русский учёный Николай Пржевальский; эоловые города были описаны Владимиром Обручевым.